# Microcefalia
Microcefalia (do grego micrón, pequeno + céphalon, cabeça) é uma condição neurológica em que o tamanho da cabeça e/ou seu perímetro cefálico occipito-frontal (OFC) é dois ou mais desvios padrão abaixo da média para a idade e sexo. Também é conhecida como nanocefalia (do grego nánnos, e, on, "anão, muito pequeno" + kephalé, "cabeça"). Diferenciam-se várias formas de manifestações clínicas e etiologias. A microcefalia de verdade pode ser familiar e não necessariamente relacionada ao retardo mental. Distingue-se das cranioestenoses e de anomalias específicas ou déficits do crescimento cerebral. Quer pelo menor tamanho da caixa craniana, quer pelo reduzido desenvolvimento do cérebro, é uma das razões de oligofrenia (défice intelectual).

## Etiologia
A microcefalia pode ser congênita, adquirida ou desenvolver-se nos primeiros anos de vida. Pode ser provocada pela exposição a substâncias nocivas durante o desenvolvimento fetal ou estar associada com problemas ou síndromes genéticas hereditárias.

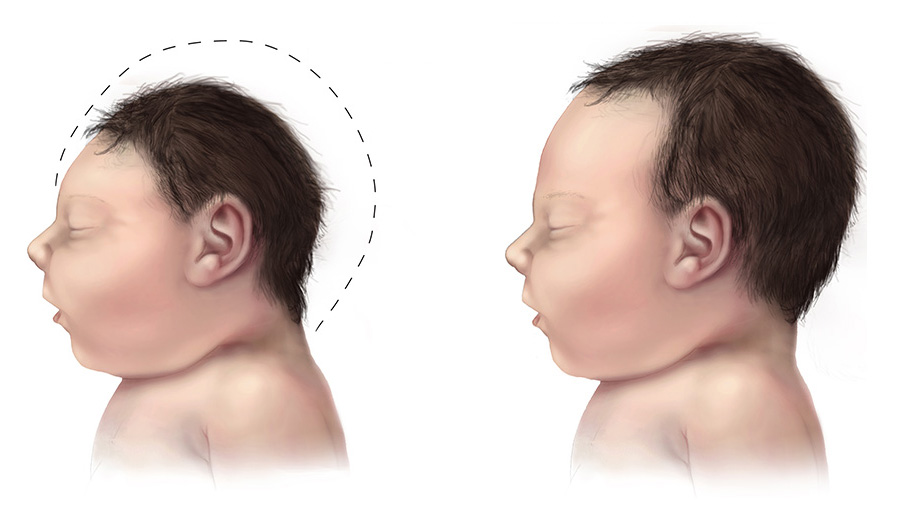
Um bebê com microcefalia (à esquerda) em comparação com um bebê sem microcefalia.

Diversos fatores podem predispor o feto a sofrer os problemas que afetam o desenvolvimento normal da caixa craniana tanto durante a gravidez quanto nos primeiros anos de vida. Assim, as causas são divididas em duas categorias:
Congênitas
- Consumo abusivo de álcool[9] e/ou exposição a drogas como aminopterina, metil-mercúrio,[10] piriproxifeno,[11] cocaína,[12][13] e heroína[14] durante a gravidez;
- Diabetes materna mal controlada;
- Hipotiroidismo materno;
- Insuficiência placentária e outros fatores associados à restrição do crescimento fetal e pré-eclâmpsia;[15]
- Anomalias genéticas;
- Exposição a radiação de bombas atômicas;[16]
- Infecções durante a gravidez, especialmente rubéola, citomegalovírus, toxoplasmose. Estudos indicam uma ligação com o vírus Zika.[17][18]

Pós-natais
- Má-formação do metabolismo;
- Infecções intracranianas (encefalite e meningite);
- Intoxicação por cobre;
- Hipotiroidismo infantil;
- Anemia crônica infantil;
- Traumas disruptivos (como AVC);
- Insuficiência renal crônica.

Observe-se que, apesar da associação estatisticamente significativa da ocorrência de microcefalia em neonatos de mães diabéticas, ao contrário das crianças pequenas para idade gestacional, como assinala Philip, os filhos de mães diabéticas apresentam um perímetro cefálico dentro dos limites normais, sendo, portanto relativa e aparente, a cabeça pequena em relação ao restante do corpo (macrossômico).
Entre as síndromes que frequentemente apresentam microcefalia, podem- se identificar as
anomalias cromossômicas: S. de trissomia 13 (Síndrome de Patau); S. de trissomia 18 (Síndrome de Edwards); Síndromes 4p (Trissomia do braço curto do cromossomo 4); 4p- (S. da deficiência do braço curto do cromossomo 4 ou Síndrome de Wolf-Hirschhorn); 5p- (Síndrome da deficiência parcial do braço curto do cromossomo 5 ou Síndrome do miado do gato); 13q- (S. deficiência parcial do braço longo do cromossomo 13); S. da trissomia 10q parcial (S deleção parcial do cromossomo 10) e diversas outras síndromes com etiologia mais ou menos conhecidas, a saber: S. de Bloom, S. de Coffin-Siris ; S. de Cornelia de Lange; S. de DeSanctis-Cacchione; S. de Dubowitz; S. de Johanson-Blizzard; S. de Langer-Giedion; S. de Meckel-Gruber; S. de Miller-Dieker; S. de Pena-Shokeir II; S. de Roberts;S. de Ruvalcaba; S. de Seckel; S. de Sprintzen; S. de Smith-Lemli-Opitz, Síndrome de Rett.
Para Silva, 2000 entre os agentes vivos causadores de microcefalia estão: o citomegalovírus e o seu parente (Família: Herpesviridae) o vírus da herpes (simples), o vírus da rubéola e o protozoário Toxoplasma gondii. O vírus da imunodeficiência humana (HIV), segundo esse autor,  está associado a uma forma de microcefalia adquirida que assim com as demais alterações neuropatológicas só se evidenciam meses ou anos após o nascimento.
No Brasil, suspeita-se que a entrada do vírus Zika tenha se dado durante a Copa do Mundo de 2014, quando o país recebeu turistas de várias partes do mundo, inclusive de áreas atingidas de forma mais intensa pelo vírus, como a África — onde surgiu — e a Ásia. No primeiro semestre de 2015, já havia casos confirmados em estados de todas as regiões do país. Com sintomas mais brandos que os da dengue e os da febre chicungunha (doenças também transmitidas pelo mosquito Aedes aegypti), a febre Zika chegou a ser ignorada pelas autoridades de saúde; porém estudos indicam uma associação do vírus a casos de microcefalia congênita e síndrome de Guillain-Barré, condições raras que aumentaram de maneira incomum no país no ano de 2015.
Com relação à microcefalia, o risco maior da infecção pelo Zika se dá na fase de desenvolvimento do córtex cerebral do feto, ou seja, os primeiros quatro meses de gravidez. No início da gestação, o vírus pode causar lesões no cérebro e interferir em fases do desenvolvimento do encéfalo. Não necessariamente uma grávida infectada pelo vírus Zika terá um bebê com microcefalia, porém estudos apontam um risco relevante, então se faz imprescindível o acompanhamento pré-natal para as gestantes, muito embora os danos causados no cérebro do feto em caso de microcefalia sejam irreversíveis.

## Sinais e sintomas
Dependendo da causa, a microcefalia pode apresentar-se como anomalia isolada ou associada a outros problemas de saúde em manifestações sindrômicas tipo: paralisia cerebral, epilepsia,  déficits de visão e audição, retardo no desenvolvimento cognitivo, motor e fala.
O principal sintoma é o perímetro da cabeça menor ou igual a 32 cm (o tamanho normal é entre 33 e 36 cm, crescendo 7 a 8 cm no primeiro ano de vida). O espaço reduzido para o cérebro se desenvolver pode resultar em:
- Sério déficit intelectual;
- Atraso no desenvolvimento de movimentos e da linguagem;
- Dificuldade de coordenação motora e equilíbrio;
- Prejuízo no desenvolvimento do resto do corpo;
- Convulsão;
- Hiperatividade;
- Menor estatura, possivelmente nanismo.

Quanto menor o perímetro, maior o atraso no desenvolvimento. O conjunto de manifestações sindrômicas dependerá das área cerebrais lesadas durante o desenvolvimento do processo patológico

## Causas
Microcefalia é um tipo de distúrbio cefálico. Foi classificado em dois tipos com base no início: Congênito e Pós-natal.
Fatores genéticos podem desempenhar um papel em causar alguns casos de microcefalia. Relacionamentos foram encontrados entre o autismo, duplicações de cromossomos e macrocefalia de um lado. Por outro lado, uma relação foi encontrada entre esquizofrenia, eliminações de cromossomos e microcefalia.  Além disso, foi estabelecida uma associação entre variantes genéticas comuns em genes de microcefalia conhecidos (MCPH1, CDK5RAP2) e variação normal na estrutura cerebral medida com imagens de ressonância magnética (MRI) - isto é, principalmente área de superfície cortical cerebral e total volume do cérebro.

## Tratamento
Depende da causa primária, mas não há cura. A intervenção precoce com terapias de suporte, tais como terapias da fala e ocupacional e a Equoterapia, podem auxiliar o desenvolvimento infantil e melhorar a qualidade de vida. Também é possível fazer uma cirurgia, nos dois primeiros meses de vida, para separar os ossos do crânio para evitar a compressão que ele exerce no cérebro

## Consequências Sociais da Microcefalia no Brasil
Considerando o cumprimento das disposições legais em saúde familiar e o contexto socioeconômico das populações em vulnerabilidade no Brasil, o cenário atual é crítico em relação aos requisitos básicos de saúde pública para a prevenção da microcefalia por consequência de contágio com o Zika Vírus e combate aos vetores. As crianças nascidas com microcefalia nos dias atuais devem ter um acompanhamento por equipe multidisciplinar, semelhante ao de pessoas com deficiência; tanto no que se aplica ao acompanhamento psicológico da família bem como aos cuidados da pessoa com microcefalia.

## História
Pessoas com microcefalia foram, algumas vezes, vendidas para "shows de horrores" na América do Norte e na Europa no século XIX e no começo do século XX, onde eram conhecidos como pinheads, "cabeças de alfinete" em inglês. Muitos eram apresentados como pertencentes a outras espécies (por exemplo, monkey man, "homem-macaco" em inglês) e descritos como um elo perdido entre o homem e o macaco.